# Kolokani
Kolokani város Maliban, az ország középső részén Koulikoro régióban található. Lakossága nagyjából 48 000 fő, ezzel a róla elnevezett körzet központja. A régió fővárosától, Koulikorótól 95 km-re fekszik északnyugatra. Az ország fővárosa, Bamako 104 km-re délre található.

## Fordítás
- Ez a szócikk részben vagy egészben  a   Kolokani című angol Wikipédia-szócikk fordításán alapul.  Az eredeti cikk szerkesztőit annak laptörténete sorolja fel. Ez a jelzés csupán a megfogalmazás eredetét és a szerzői jogokat jelzi, nem szolgál a cikkben szereplő információk forrásmegjelöléseként.